# Baruch Kimmerling
Baruch Kimmerling (Hebreeuws: ברוך קימרלינג) (Turda (Transsylvanië), 16 oktober 1939 - Jeruzalem, 20 mei 2007) was een Israëlische socioloog, politicoloog en geschiedkundige.
Geboren in Roemenië verhuisde hij in 1952 naar Israël. Daar studeerde hij sociologie en politicologie aan de Hebreeuwse Universiteit van Jeruzalem. Hij promoveerde er in 1975 en ging vervolgens aan diezelfde universiteit als docent aan de slag, later gevolgd door een hoogleraarschap in de sociologie en de antropologie. In 2006 ging hij met emeritaat.
Kimmerling legde zich toe op de geschiedenis van het moderne Israël en de politieke machtsstructuur van dit land. Hij ontpopte zich als een criticus van het zionisme en ontvouwde de gedachtegang dat deze ideologie als een vorm van postkolonialisme kan worden beschouwd, waarmee hij een van de eersten was die deze mening was toegedaan. Desalniettemin beschouwde hij zichzelf wel als een zionist. Vanwege zijn afwijkende kijk op het ontstaan van het huidige Israël wordt hij tot de Nieuwe Historici gerekend.
Hij schreef een negental boeken, waaronder Invention and decline of Israeliness - society, culture and the military (2001), The Palestinian people: a history (2003, samen met Joel Migdal) en Invention and decline of Israeliness: state, society, and the military (2005), alsook honderden betogen. Ook was hij als gastcolumnist verbonden aan de Israëlische krant Haaretz. Omdat hij spastisch was, had hij moeite met praten en moest hij zich per rolstoel verplaatsen. Baruch Kimmerling overleed op 67-jarige leeftijd aan kanker.